# تپه موزوتپه‌سی
تپه موزو تپه سی مربوط به دوره اشکانیان است و در شهرستان مشگین‌شهر، بخش مرادلو، دهستان ارشق غربی، روستای چهارچمن واقع شده و این اثر در تاریخ ۲۶ اسفند ۱۳۸۷ با شمارهٔ ثبت ۲۵۷۶۷ به‌عنوان یکی از آثار ملی ایران به ثبت رسیده است.